# Ranunculus mediogracilis
Ranunculus mediogracilis är en ranunkelväxtart som beskrevs av Dunkel. Ranunculus mediogracilis ingår i släktet ranunkler, och familjen ranunkelväxter. Inga underarter finns listade i Catalogue of Life.